# Aspidoscelis burti
Aspidoscelis burti es una especie de lagarto del género Aspidoscelis, familia Teiidae, orden Squamata. Su masa corporal es de aproximadamente 76,38 g.

## Distribución
Se distribuye por América del Norte: México (Sonora) y Estados Unidos (Arizona).

## Taxonomía
Fue descrita por Taylor en 1938.
Tratamiento taxonómico
La especie aparece registrada y publicada en Notes on the herpetological fauna of the Mexican state of Sonora. Univ. Kansas Sci. Bull. 24 (19): 475-503.